# سليمان عاقل
سليمان‌ عاقل (بالفارسية: سلیمان‌عاقل) هي قرية تقع في أذربيجان الغربية في إيران. يقدر عدد سكانها بـ 12 نسمة بحسب إحصاء 2016.